# Frasne (Doubs)
Frasne – miejscowość i gmina we Francji, w regionie Burgundia-Franche-Comté, w departamencie Doubs.
Według danych na rok 1990 gminę zamieszkiwało 1519 osób, a gęstość zaludnienia wynosiła 46 osób/km² (wśród 1786 gmin Franche-Comté Frasne plasuje się na 106. miejscu pod względem liczby ludności, natomiast pod względem powierzchni na miejscu 25.).